# Isola di Gambier
l'isola di Gambier è un'isola della baia di Howe Sound, nei pressi di Vancouver, in Canada. Ha una superficie di 69 km² e dista circa 10 km dalla comunità di Horseshoe Bay. Ha pochi abitanti ed è molto più tranquilla della vicina isola di Bowen, tipica meta di escursioni e vacanze estive. È accessibile solamente mediante il servizio di traghetti della B.C. Ferries, oppure tramite i cosiddetti "water-taxi" o altre imbarcazioni. Non c'è una rete stradale al suo interno.

## Storia
L'attuale nome fu conferito all'isola dal capitano George Henry Richards nel 1860 in onore di James Gambier, un ammiraglio che ebbe una brillante carriera nella marina britannica, fu governatore di Terranova e fu uno dei negoziatori del Trattato di Gand che pose fine alla guerra anglo-americana del 1812.

## Società
Vi sono meno di 200 residenti permanenti sull'isola di Gambier, ma la popolazione aumenta fino a circa un migliaio durante il periodo estivo. Lo scenario dell'isola e la solitudine che vi regna la rendono molto frequentata da artisti e scrittori.
Il principale punto di attracco nonché insediamento principale dell'isola si chiama New Brighton e si trova sul lato ovest dell'isola. Ad est si trova un'altra piccola comunità, Gambier Harbour. Vi sono poi una località sulla punta nord dell'isola chiamata Elkins Point ed una nell'area sud-ovest chiamata Hopkins Landing.
Per quanto concerne l'amministrazione, l'isola elegge due rappresentanti presso l'Islands Trust, un'organizzazione che riunisce piccole comunità delle isole della Columbia Britannica.

## Economia
Sull'isola c'è un negozio di generi vari ed un bed and breakfast. Delle compagnie si occupano del trasporto di grossi carichi su chiatte tra Gibsons ed Horseshoe bay. I vigili del fuoco sono esclusivamente volontari. Non sono presenti sull'isola strutture per lo smaltimento dei rifiuti.
Le comunità presenti organizzano concerti, feste di natale per bambini, barbecue ed eventi simili.
Dal 2000, ogni estate sull'isola si tiene il festival di musica blues e rock "Commotion by the Ocean".